# Giải bóng đá hạng Nhất Quốc gia Việt Nam
Giải bóng đá hạng Nhất Quốc gia Việt Nam hay giải hạng Nhất (tiếng Anh: V.League 2, hiện tại còn được gọi là Gold Star V.League 2 vì lý do tài trợ) là giải đấu bóng đá chuyên nghiệp của Việt Nam do Công ty Cổ phần Bóng đá chuyên nghiệp Việt Nam (VPF) điều hành. Nhà tài trợ chính cho giải đấu hiện nay là Bia Sao Vàng. Giải đấu này là hạng đấu cao thứ nhì trong hệ thống giải đấu bóng đá Việt Nam sau Giải bóng đá Vô địch Quốc gia Việt Nam (V.League 1).

## Lịch sử
Năm 1997, Liên đoàn bóng đá Việt Nam lập ra Giải bóng đá hạng Nhất Quốc gia, lúc đó là giải đấu cấp bậc cao nhất trong hệ thống giải đấu bóng đá tại Việt Nam. Đội vô địch đầu tiên là Cảng Sài Gòn vào năm 1997, tiếp theo là Thể Công năm 1998. Tuy nhiên, nhà vô địch năm 1999 Sông Lam Nghệ An không được công nhận vì năm đó chỉ có Giải tập huấn, mang tính chất giao hữu chứ không phải giải đấu chuyên nghiệp.
Mùa giải 1999–00, Sông Lam Nghệ An bước lên ngôi vô địch. Đây là mùa giải cuối cùng của Giải bóng đá hạng Nhất Quốc gia Việt Nam với tư cách là giải đấu cao nhất ở Việt Nam. Mùa giải 2000–01 là mùa giải đầu tiên sau khi giải được tách ra thành hai giải đấu riêng biệt, khi đó Giải Vô địch Quốc gia chuyên nghiệp được công nhận là giải đấu cấp cao nhất còn Giải bóng đá hạng Nhất Quốc gia Việt Nam chỉ là cấp bậc thứ hai.

## Thể thức thi đấu
- Mùa giải 2000 đến 2019: các đội thi đấu vòng tròn hai lượt tính điểm. Đội vô địch chuyển lên thi đấu tại V.League 1. Các đội cuối bảng (1 hoặc 2 đội tuỳ năm) phải xuống chơi tại Giải Hạng nhì quốc gia.[5][6][7] Thể thức này được sử dụng lại ở mùa giải 2022 và 2023, mùa giải cuối cùng tổ chức thi đấu trong 1 năm dương lịch.
- Mùa giải 2020, sau khi đấu vòng tròn 1 lượt xong, 6 đội xếp trên sẽ đá vòng tròn 1 lượt để tìm ra nhà vô địch, 6 đội còn lại sẽ đá vòng tròn 1 lượt để tìm ra 1 suất xuống hạng.
- Mùa giải 2021 (mùa giải bị hủy vì dịch COVID-19), sau khi đấu vòng tròn 1 lượt xong, 6 đội xếp trên sẽ đá vòng tròn một lượt để tìm ra nhà vô địch; đội Á quân sẽ thi đấu play-off với đội đứng thứ 13 V.League 1 để xác định đội còn lại chơi tại V.League năm sau, 7 đội còn lại đá vòng tròn 1 lượt để tìm ra 1 suất xuống hạng.
- Từ mùa giải 2023–24, các đội thi đấu vòng tròn 2 lượt trong 2 năm, từ mùa thu năm trước sang mùa hè năm sau.

### Cách thức xếp hạng
Xếp hạng chung cuộc theo thứ tự sau:
- Điểm số các đội (theo thứ tự từ cao đến thấp)
- Nếu có 2 hoặc nhiều đội bằng điểm nhau thì xếp theo thứ tự qua các chỉ số phụ:

- Kết quả đối đầu trực tiếp
- Hiệu số bàn thắng bàn thua
- Tổng số bàn thắng

### Đăng ký cầu thủ
Từ mùa giải 2000–01 đến 2014, các đội được phép đăng ký 2 cầu thủ nước ngoài thi đấu. Kể từ mùa giải 2015, quy định này bị bãi bỏ khi nhiều đội gặp khó về tài chính để mua ngoại binh, các câu lạc bộ chỉ được sử dụng cầu thủ nhập tịch và cầu thủ gốc Việt. Sau 10 năm không sử dụng cầu thủ ngoại, bắt đầu mùa 2025/26, mỗi đội bóng đăng kí 1 cầu thủ ngoại vào sân.

## Các đội bóng hiện tại (mùa giải 2024–25)

### Sân vận động và địa điểm
| Đội bóng                  | Địa điểm          | Sân vận động                                                     | Sức chứa |
| ------------------------- | ----------------- | ---------------------------------------------------------------- | -------- |
| Bà Rịa – Vũng Tàu         | Bà Rịa – Vũng Tàu | Sân vận động Bà Rịa                                              | 10.000   |
| Đồng Nai                  | Biên Hòa          | Sân vận động Đồng Nai                                            | 30.000   |
| Đồng Tháp                 | Cao Lãnh          | Tập tin:Cao lãnh stadium july-2024.web.png Sân vận động Cao Lãnh | 20.000   |
| Hòa Bình                  | Hòa Bình          | Sân vận động Hòa Bình                                            | 3.600    |
| Huế                       | Huế               | Sân vận động Tự Do                                               | 25.000   |
| Khatoco Khánh Hòa         | Nha Trang         | Sân vận động 19 tháng 8                                          | 18.000   |
| Long An                   | Long An           | Sân vận động Long An                                             | 19.975   |
| Phù Đổng Ninh Bình        | Ninh Bình         | Sân vận động Ninh Bình                                           | 20.000   |
| PVF–CAND                  | Hưng Yên          | Sân vận động PVF - BCA                                           | 3.600    |
| Trẻ Thành phố Hồ Chí Minh | TP. Hồ Chí Minh   | Sân vận động Thống Nhất                                          | 15.000   |
| Trường Tươi Bình Phước    | Đồng Xoài         | Sân vận động Bình Phước                                          | 11.000   |

## Các mùa giải
| Mùa giải | Đội vô địch                  | Đội hạng nhì            | Đội hạng ba               |
| -------- | ---------------------------- | ----------------------- | ------------------------- |
| 2024/25  | Phù Đổng Ninh Bình           | Trường Tươi Bình Phước  | PVF CAND                  |
| 2023/24  | SHB Đà Nẵng                  | PVF CAND                | Trường Tươi Bình Phước    |
| 2023     | Quảng Nam                    | PVF CAND                | Long An                   |
| 2022     | Công an Nhân dân             | Khánh Hòa               | Quảng Nam                 |
| 2020     | Bình Định                    | Bà Rịa Vũng Tàu         | Sanna Khánh Hòa BVN       |
| 2019     | Hồng Lĩnh Hà Tĩnh            | Phố Hiến                | Bình Phước                |
| 2018     | Viettel                      | Hà Nội B                | Đồng Tháp                 |
| 2017     | Nam Định                     | Câu lạc bộ bóng đá Huế  | Bình Phước                |
| 2016     | Thành phố Hồ Chí Minh        | Viettel                 | Nam Định                  |
| 2015     | Câu lạc bộ Hà Nội            | Câu lạc bộ bóng đá Huế  | Thành phố Hồ Chí Minh     |
| 2014     | Tập đoàn Cao su Đồng Tháp    | Sanna Khánh Hòa BVN     | XSKT Cần Thơ              |
| 2013     | QNK Quảng Nam                | Than Quảng Ninh         | Hùng Vương An Giang       |
| 2012     | Đồng Tâm Long An             | Hà Nội                  | Đồng Nai                  |
| 2011     | Sài Gòn Xuân Thành           | Kienlongbank Kiên Giang | SQC Bình Định             |
| 2010     | Hà Nội - ACB                 | Than Quảng Ninh         | SQC Bình Định             |
| 2009     | Xi Măng The Vissai Ninh Bình | Hòa Phát Hà Nội         | TP. Cần Thơ               |
| 2008     | Quân khu 4 - Sara Group      | T&T Hà Nội              | Tập đoàn Cao su Đồng Tháp |
| 2007     | Thể Công - Viettel           | Vạn Hoa Hải Phòng       | An Giang                  |
| 2006     | Đồng Tháp                    | Thanh Hoá               | Huda Huế                  |
| 2005     | Khatoco Khánh Hoà            | Tiền Giang              | Ngân hàng Đông Á          |
| 2004     | Thép Miền Nam - Cảng Sài Gòn | Hòa Phát Hà Nội         | Thừa Thiên Huế            |
| 2003     | Hải Phòng                    | Bình Dương              | Thanh Hoá                 |
| 2001/02  | Gạch Đồng Tâm Long An        | Đồng Tháp               | Hoàng Anh Gia Lai         |
| 2000/01  | Bình Định                    | Đà Nẵng                 | Hải Quan                  |

## Danh sách đội vô địch

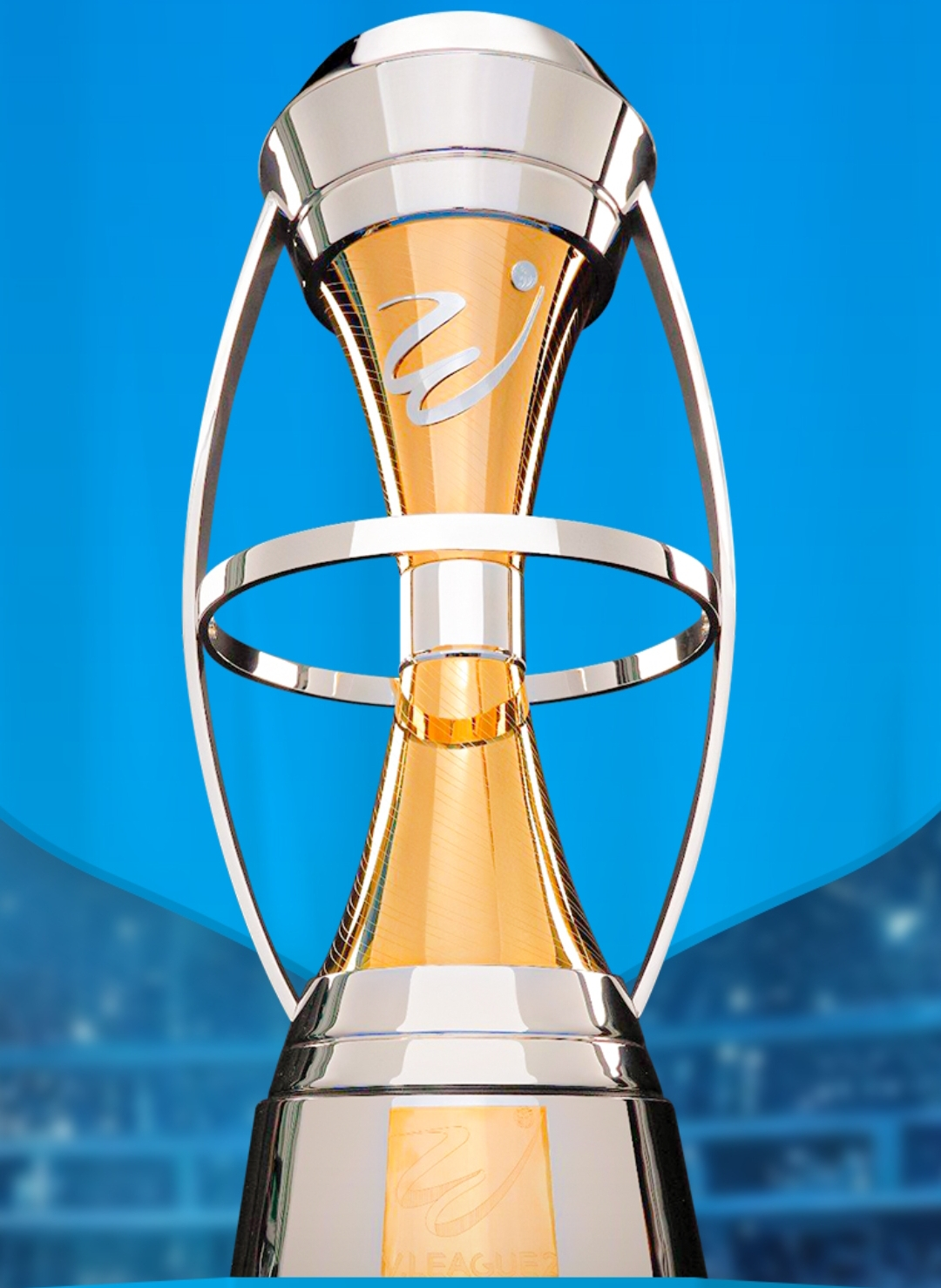
Chiếc cúp vô địch của V.League 2 từ năm 2024.

| Chú thích                                                   |
| ----------------------------------------------------------- |
| Câu lạc bộ hiện đang thi đấu tại V.League 1                 |
| Câu lạc bộ hiện đang thi đấu tại giải Hạng Nhất             |
| Câu lạc bộ hiện đang thi đấu tại giải Hạng Nhì hoặc Hạng Ba |
| Câu lạc bộ đã giải thể                                      |

| Xếp hạng | Câu lạc bộ                   | Vô địch | Á quân | Thứ 3 | Ghi chú |
| -------- | ---------------------------- | ------- | ------ | ----- | --- |
| 1        | Đồng Tháp                    | 2       | 1      | 2     | trước đó có tên gọi là Tập đoàn Cao su Đồng Tháp (2008-2014).                                                                               |
| 2        | Quy Nhơn Bình Định           | 2       | -      | 2     | trước đó có tên gọi là Bình Định (2000-2004, 2019-2020), SQC Bình Định (2010-2013), Bình Định TMS (2018).                                   |
| 3        | Quảng Nam                    | 2       | -      | 1     | trước đó có tên gọi là QNK Quảng Nam (2012-2016)                                                                                            |
| 3        | Thành phố Hồ Chí Minh        | 2       | -      | 1     | trước đó có tên gọi là Thép Miền Nam - Cảng Sài Gòn (2004-2008).                                                                            |
| 5        | Long An                      | 2       | -      | -     | trước đó có tên gọi là Gạch Đồng Tâm Long An (2003-2006), Đồng Tâm Long An (2007-2015)                                                      |
| 5        | Thể Công – Viettel           | 2       | -      | -     | trước đó có tên gọi là Viettel (2012-2023)                                                                                                  |
| 7        | Khatoco Khánh Hoà            | 1       | 2      | 1     | trước đó có tên gọi là Sanna Khánh Hòa BVN (2013-2019), Khánh Hòa (2021-2024)                                                               |
| 8        | Hà Nội                       | 1       | 2      | -     | kế thừa Hòa Phát Hà Nội (2003-2011), Hà Nội - ACB (2006-2012).                                                                              |
| 9        | Hải Phòng                    | 1       | 1      | -     | trước đó có tên gọi là Vạn Hoa Hải Phòng (2007), Xi Măng Hải Phòng (2008-2010), Vicem Hải Phòng (2011-2013), Xi Măng Vicem Hải Phòng (2013) |
| 9        | Hồng Lĩnh Hà Tĩnh            | 1       | 1      | -     | trước đó có tên gọi là Hà Nội B (2018) |
| 9        | Sài Gòn                      | 1       | 1      | -     | trước đó có tên gọi là Câu lạc bộ Hà Nội (2011-2016).                                                                                       |
| 9        | SHB Đà Nẵng                  | 1       | 1      | -     | trước đó có tên gọi là Đà Nẵng (1999-2007)                                                                                                  |
| 13       | Thép Xanh Nam Định           | 1       | -      | 1     | |
| 14       | Công An Hà Nội               | 1       | -      | -     | trước đó có tên gọi là Công An Nhân Dân (2008-2022)                                                                                         |
| 14       | Navibank Sài Gòn             | 1       | -      | -     | trước đó có tên gọi là Quân khu 4 - Sara Group (2007-2008), Quân khu 4 (2009)                                                               |
| 14       | Phù Đổng Ninh Bình           | 1       | -      | -     | |
| 14       | Xi Măng The Vissai Ninh Bình | 1       | -      | -     | trước đó có tên gọi là Xi Măng Vinakansai Ninh Bình (2007)                                                                                  |
| 18       | PVF-CAND                     | -       | 3      | -     | trước đó có tên gọi là Phố Hiến (2018-2022)                                                                                                 |
| 19       | Than Quảng Ninh              | -       | 2      | -     | |
| 20       | Huế                          | -       | 1      | 2     | trước đó có tên gọi là Thừa Thiên Huế (1995-2004), Huda Huế (2004-2011)                                                                     |
| 21       | Đông Á Thanh Hoá             | -       | 1      | 1     | Trước đó có tên gọi là Thanh Hóa (2001-2006, 2009, 2011-2015, 2019-2020), Halida Thanh Hóa (2006-2008), FLC Thanh Hóa (2016-2018)           |
| 22       | Bà Rịa Vũng Tàu              | -       | 1      | -     | |
| 22       | Becamex Bình Dương           | -       | 1      | -     | trước đó có tên gọi là Bình Dương (1998-2006)                                                                                               |
| 22       | Hà Nội                       | -       | 1      | -     | trước đó có tên gọi là T&T Hà Nội (2006-2009), Hà Nội T&T (2010-2016)                                                                       |
| 22       | Dugong Kiên Giang            | -       | 1      | -     | trước đó có tên gọi là Kienlongbank Kiên Giang (2005—2012)                                                                                  |
| 22       | Tiền Giang                   | -       | 1      | -     | |
| 27       | Trường Tươi Bình Phước       | -       | -      | 3     | trước đó có tên gọi là Bình Phước (2006-2023)                                                                                               |
| 28       | An Giang                     | -       | -      | 2     | trước đó có tên gọi là An Đô-An Giang (2008-2009), Hùng Vương An Giang (2012-2014)                                                          |
| 28       | Cần Thơ                      | -       | -      | 2     | trước đó có tên gọi là Thành phố Cần Thơ (2009), XSKT Cần Thơ (2010-2020).                                                                  |
| 30       | Ngân hàng Đông Á             | -       | -      | 1     | |
| 30       | Đồng Nai                     | -       | -      | 1     | |
| 30       | Hải Quan                     | -       | -      | 1     | |
| 30       | Hoàng Anh Gia Lai            | -       | -      | 1     | |

## Vua phá lưới
| Mùa giải | Tên cầu thủ           | Câu lạc bộ             | Số bàn thắng |
| -------- | --------------------- | ---------------------- | ------------ |
| 2024-25  | Lưu Tự Nhân           | Trường Tươi Bình Phước | 9            |
| 2023–24  | Bùi Văn Bình          | Bà Rịa – Vũng Tàu      | 11           |
| 2023     | Nguyễn Thanh Nhàn     | PVF-CAND               | 10           |
| 2023     | Lê Văn Nam            | Quảng Nam              | 10           |
| 2022     | Nguyễn Thanh Nhàn     | Phố Hiến               | 10           |
| 2021     | Trần Văn Tùng         | Khánh Hòa              | 5            |
| 2021     | Nguyễn Anh Đức        | Long An                | 5            |
| 2020     | Nguyễn Công Thành     | Đồng Tháp              | 12           |
| 2019     | Nguyễn Xuân Nam       | Phố Hiến               | 14           |
| 2018     | Y Thăng Êban          | Đắk Lắk                | 15           |
| 2017     | Võ Văn Minh           | Huế                    | 5            |
| 2017     | Phạm Văn Thuận        | Nam Định               | 5            |
| 2017     | Nguyễn Hồng Quân      | Đắk Lắk                | 5            |
| 2017     | Bùi Duy Thường        | Viettel                | 5            |
| 2016     | Hồ Sỹ Giáp            | Bình Phước             | 12           |
| 2016     | Nguyễn Tuấn Anh       | Thành phố Hồ Chí Minh  | 12           |
| 2015     | Trịnh Duy Long        | Câu lạc bộ Hà Nội      | 8            |
| 2014     | Huỳnh Văn Thanh       | Sanna Khánh Hòa        | 9            |
| 2013     | Iheroume Uche         | Hùng Vương An Giang    | 10           |
| 2013     | Đinh Thanh Trung      | QNK Quảng Nam          | 10           |
| 2012     | Diabate Souleymane    | XSKT Cần Thơ           | 21           |
| 2011     | Lê Hoàng Vũ           | Sài Gòn Xuân Thành     | 17           |
| 2010     | Nguyễn Xuân Thành     | Hà Nội ACB             | 13           |
| 2010     | Christian Nsi Amougou | Than Quảng Ninh        | 13           |
| 2010     | Cruz Jogeluiz         | SQC Bình Định          | 13           |
| 2010     | Nguyễn Thành Trung    | An Giang               | 13           |
| 2009     | Eduadro Furrier       | Than Quảng Ninh        | 16           |
| 2008     | Flavio Dasilva Cruz   | Huda Huế               | 18           |
| 2007     | Trịnh Quang Vinh      | Thể Công Viettel       | 13           |
| 2006     | Đặng Phương Nam       | Thể Công               | 14           |
| 2005     | Felix Ahmed Aboagye   | Khatoco Khánh Hoà      | 14           |
| 2004     | Diego Moreno Oscar    | Hòa Phát Hà Nội        | 12           |
| 2003     | Tô Đức Cường          | Hải Phòng              | 17           |
| 2003     | Hoàng Thanh Tùng      | Thanh Hóa              | 17           |
| 2001/02  | Robson Lino           | Gạch Đồng Tâm Long An  | 13           |
| 2000/01  | Trần Tấn Lợi          | An Giang               | 13           |